# رویوو (شهرستان اینوروتسواف)
رویوو (به لهستانی:  Rojewo) یک روستا در لهستان است که در گمینا رویوو واقع شده‌است. رویوو ۶۰۰ نفر جمعیت دارد.